# Orthochirus monodi
Espèce
Synonymes
- Afghanorthochirus monodi Lourenço & Vachon, 1997

Orthochirus monodi est une espèce de scorpions de la famille des Buthidae.

## Distribution
Cette espèce est endémique de la province de Badghis en Afghanistan. Elle se rencontre vers Bozba'i (en).

## Systématique et taxinomie
Cette espèce a été décrite sous le protonyme Afghanorthochirus  par Lourenço et Vachon en 1997. Elle est placée dans le genre Orthochirus par Kovařík en 2004.

## Étymologie
Cette espèce est nommée en l'honneur de Théodore Monod.

## Publication originale
- Lourenço & Vachon, 1997 : « Un nouveau genre et quatre nouvelles espèces de scorpions (Buthidae) du Moyen-Orient. » Zoosystema, vol. 19, no 2/3, p. 327-336 (texte intégral).